# Liste des phares en Pennsylvanie

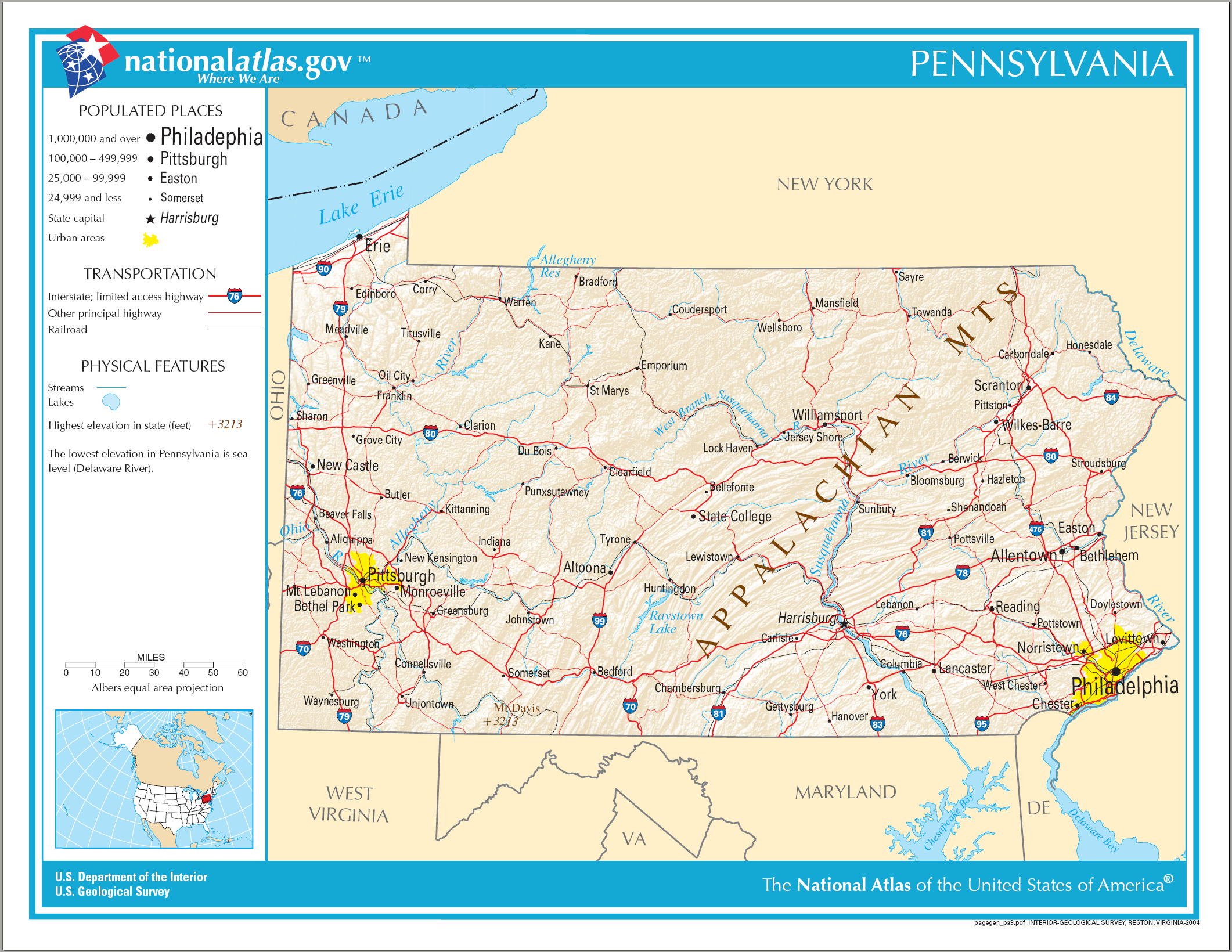
Carte de la Pennsylvanie

La liste des phares en Pennsylvanie dresse la liste des phares de l'État américain de Pennsylvanie répertoriés par la United States Coast Guard. Les phares sont situés sur le littoral du lac Érié et à l'estuaire de la Delaware.
Les aides à la navigation dans le Wisconsin sont gérées par le cinquième district de l' United States Coast Guard , mais la propriété (et parfois l’exploitation) de phares historiques a été transférée aux autorités et aux organisations de préservation locales.
Leur préservation est assurée par le National Park Service ou par des propriétaires privés et sont répertoriés au Registre national des lieux historiques (*).

## Lac Érié

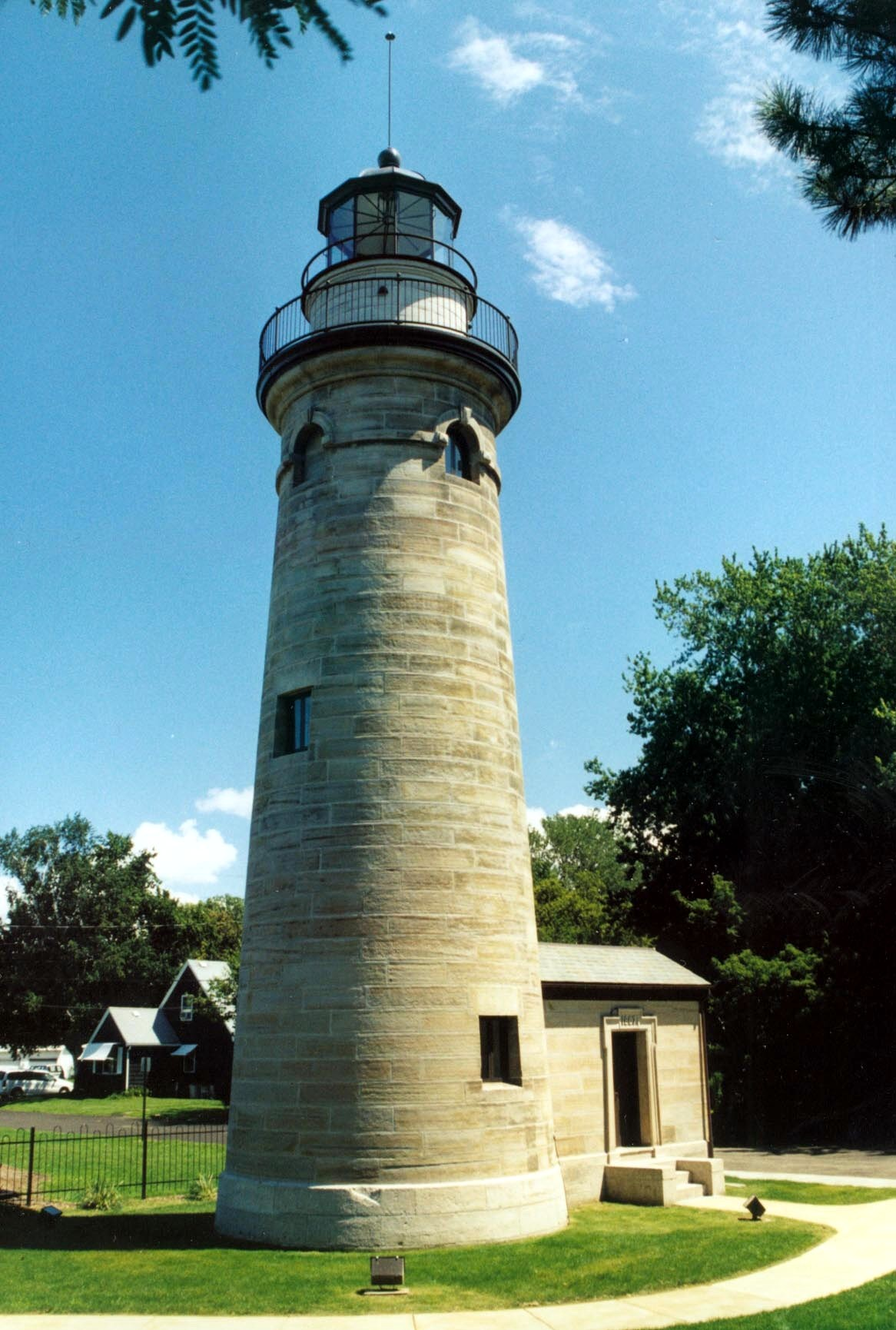
Erie Land

### Comté d'Érié
- Phare de Presque Isle *
- Phare de la jetée nord du port d'Érié
- Phare d'Érié Land *
- Phare du Yacht Club d'Érié (Privé)

## Fleuve Delaware

### Philadelphie
- Phare de Turtle Rock *
- Phare de la rivière Schuylkill
- Phare d'Eagle Point

### Comté de Delaware
- Phare arrière de Schooner Ledge
- Phare avant de Schooner Ledge